# اچ‌ام‌اس ترومپتر (پی۲۹۴)
اچ‌ام‌اس ترومپتر (پی۲۹۴) (به انگلیسی: HMS Trumpeter (P294)) یک کشتی است که طول آن 20.8 m (68 ft 3 in) می‌باشد.